# Mosella

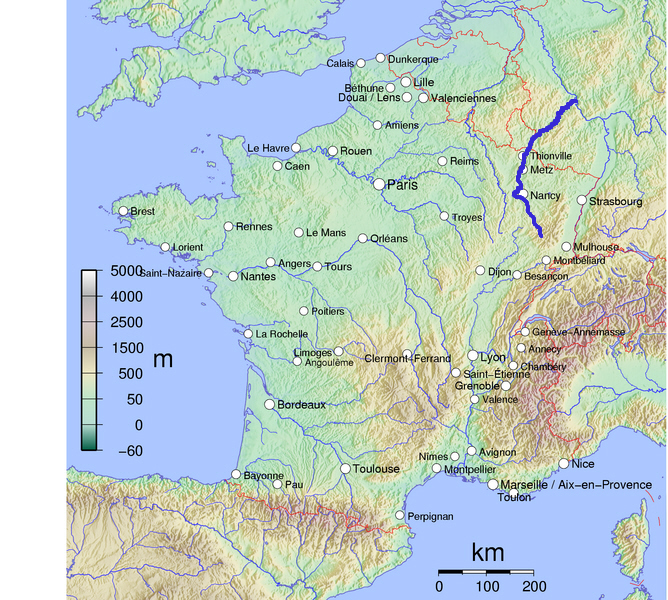
Mappa della Mosella

La Mosella (in francese Moselle; in tedesco Mosel; in lussemburghese Musel) è un fiume che attraversa Francia, Lussemburgo e Germania, per una lunghezza totale del suo corso pari a 561 km.

## Storia
Il fiume è stato celebrato dal poemetto omonimo di Decimo Magno Ausonio, scritto attorno al 370 d.C. e costituito da 483 esametri. L'opera, che è la più lunga del retore gallico, è apprezzata soprattutto per la serie di delicati quadri descrittivi propri dell'idillio.

## Idronimia
La Mosella, nel corso dei secoli, è stata chiamata con nomi diversi:
- IV secolo, Mosella o Musella
- VI secolo, Musalla
- X secolo Mozella (910) o Mosela (914)
- XIII secolo Muselle e Mouselle
- XV secolo, Mozelle e Muzelle (1425)
- XVI secolo, Mauzelle (1523) e Meuzelles (1552).

L'antico nome di Mosela o Mosella proverrebbe dal preceltico Mosa più il diminutivo latino -ella, con il significato di "piccola Mosa".

## Percorso

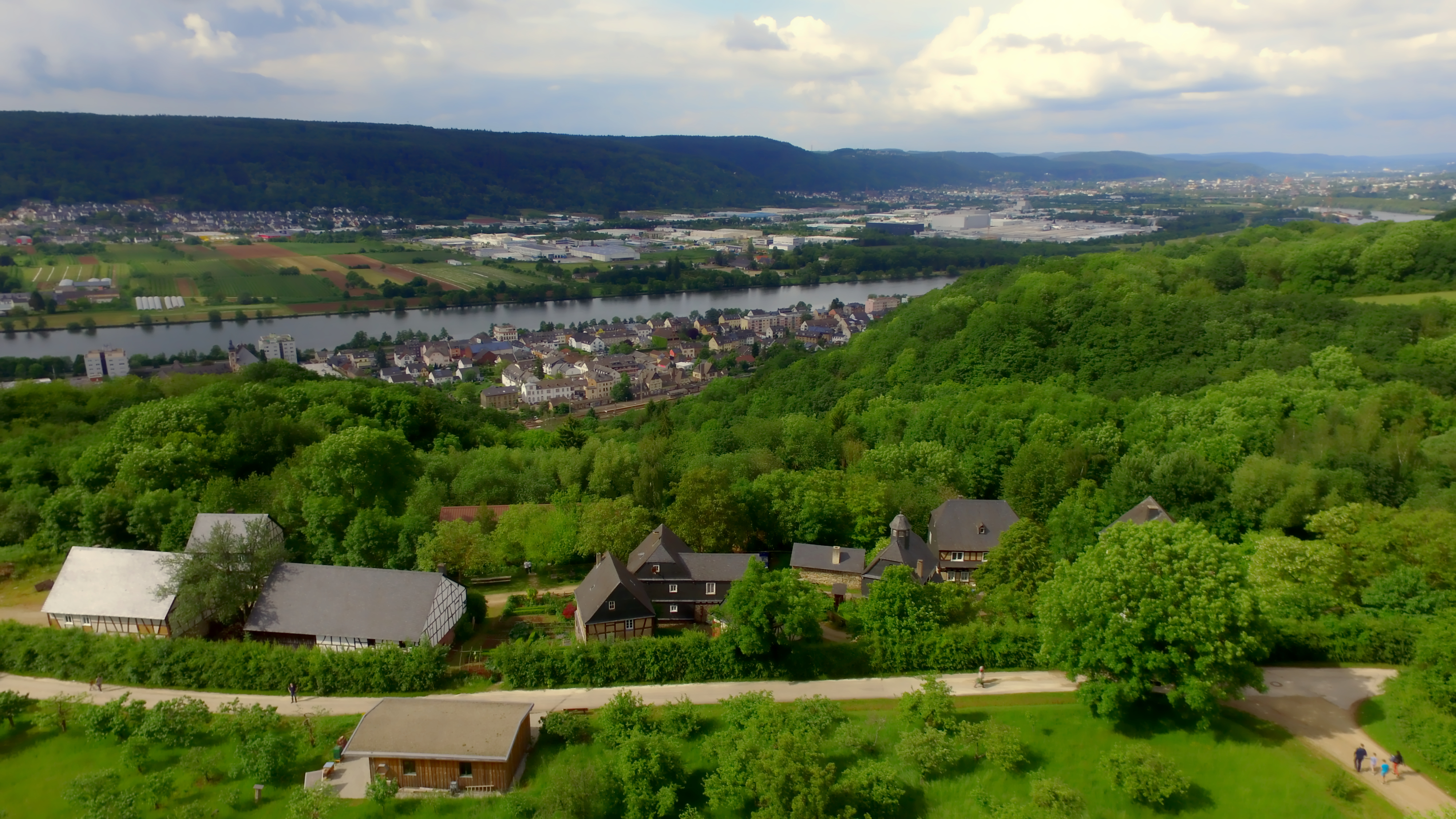
La Mosella in Konz dal Ecomuseo Roscheider Hof

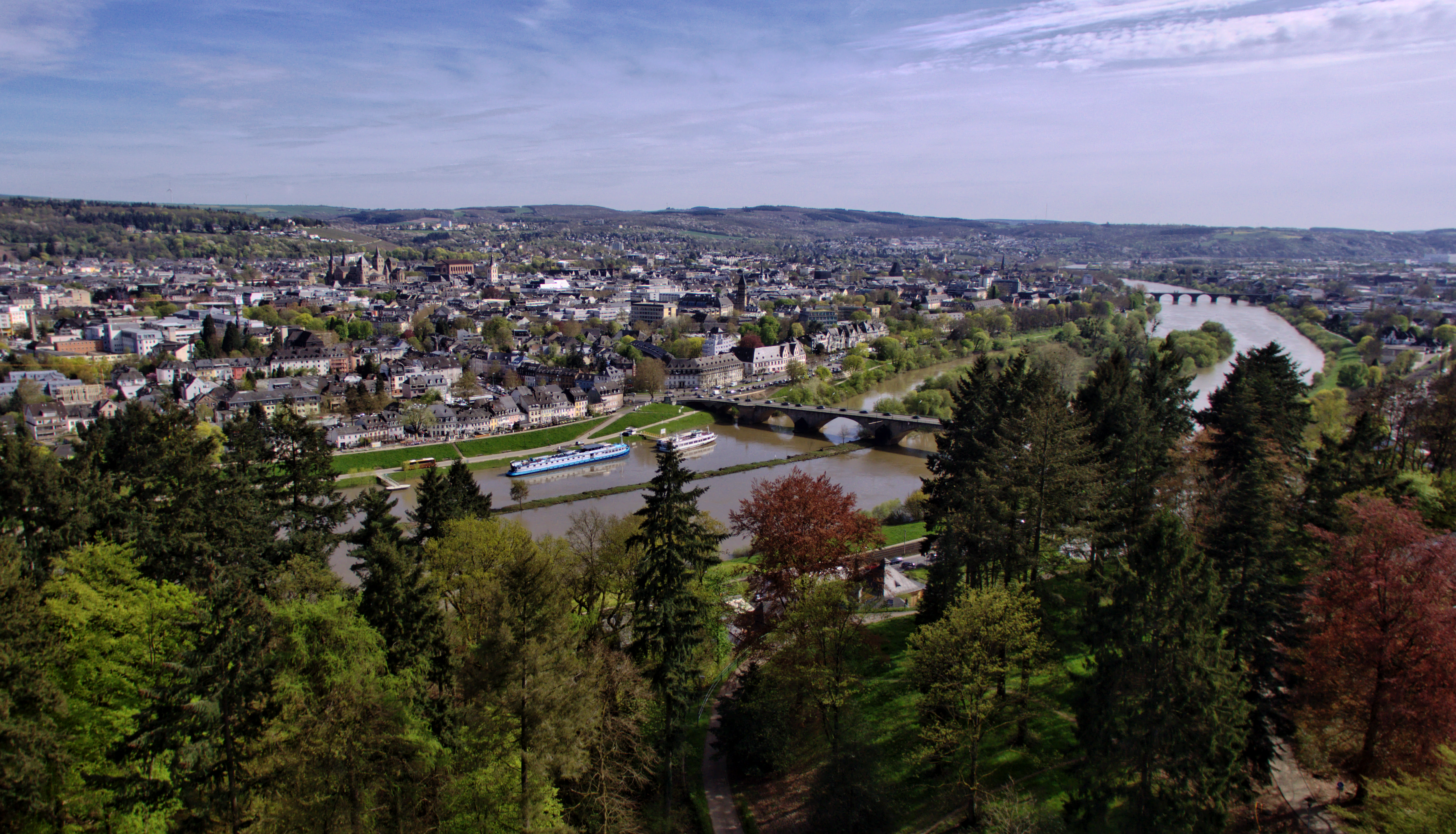
Treviri

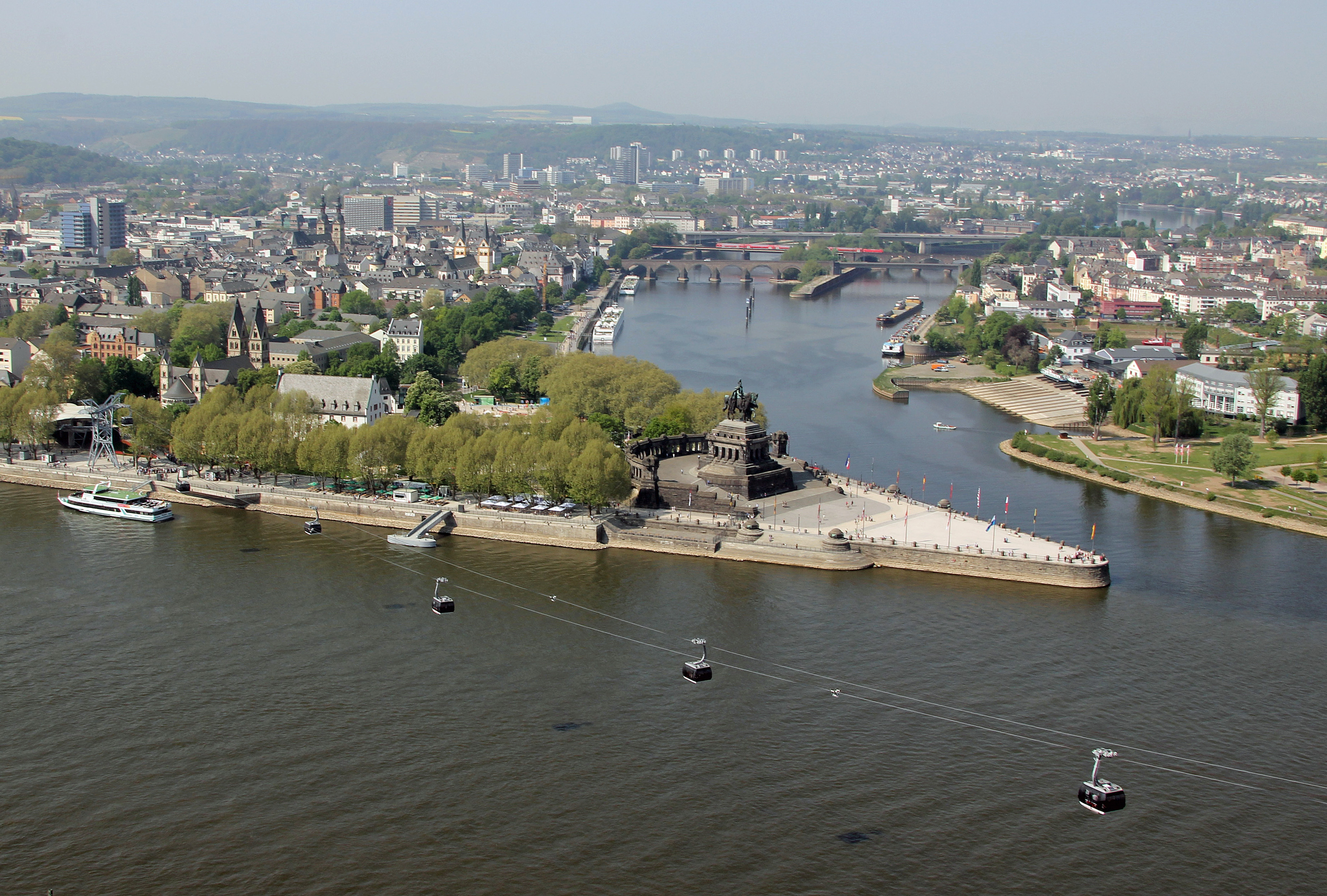
La confluenza della Mosella nel Reno a Coblenza

Nasce dal massiccio dei Vosgi e si snoda nel territorio francese nordorientale attraversando Épinal, Charmes, lambisce Nancy, Metz, Guénange e Thionville, per un totale di 314 km.dopodiché, per un tratto di 39 km, segna il confine tra la Germania e il Lussemburgo, diventando poi un fiume esclusivamente tedesco nei pressi di Treviri. Infine, a Coblenza, si getta nel Reno.
La Mosella è in gran parte canalizzata e navigabile fino alla zona di Nancy, dove svolge il ruolo di importante via di trasporto anche per le industrie estrattive della zona.
La valle della Mosella è famosa inoltre per i suoi vini, con la regione Mosel-Saar-Ruwer.

## Principali località attraversate

### Francia
Vosgi (88)
Le Thillot, Remiremont, Éloyes, Saint-Étienne-lès-Remiremont, Saint-Nabord, Épinal, Thaon-les-Vosges, Châtel-sur-Moselle, Charmes;
Meurthe e Mosella (54)
Bayon, Neuves-Maisons, Pont-Saint-Vincent, Toul, Liverdun, Pompey, Dieulouard, Pont-à-Mousson, Pagny-sur-Moselle;
Mosella (57)
Novéant, Ars-sur-Moselle, Metz, Maizières-lès-Metz, Hagondange, Bousse, Guénange, Uckange, Bertrange-Imeldange, Yutz, Thionville, Cattenom, Sierck-les-Bains;

### Lussemburgo
Distretto di Grevenmacher
Schengen, Remich, Grevenmacher, Wasserbillig;

### Germania
Renania-Palatinato
- Treviri, Cochem, Coblenza.

## Affluenti
I principali affluenti sono:
- Meurthe
- Orne
- Sûre
- Saar
- Moselletta
- Ruwer

## Immagini della Mosella

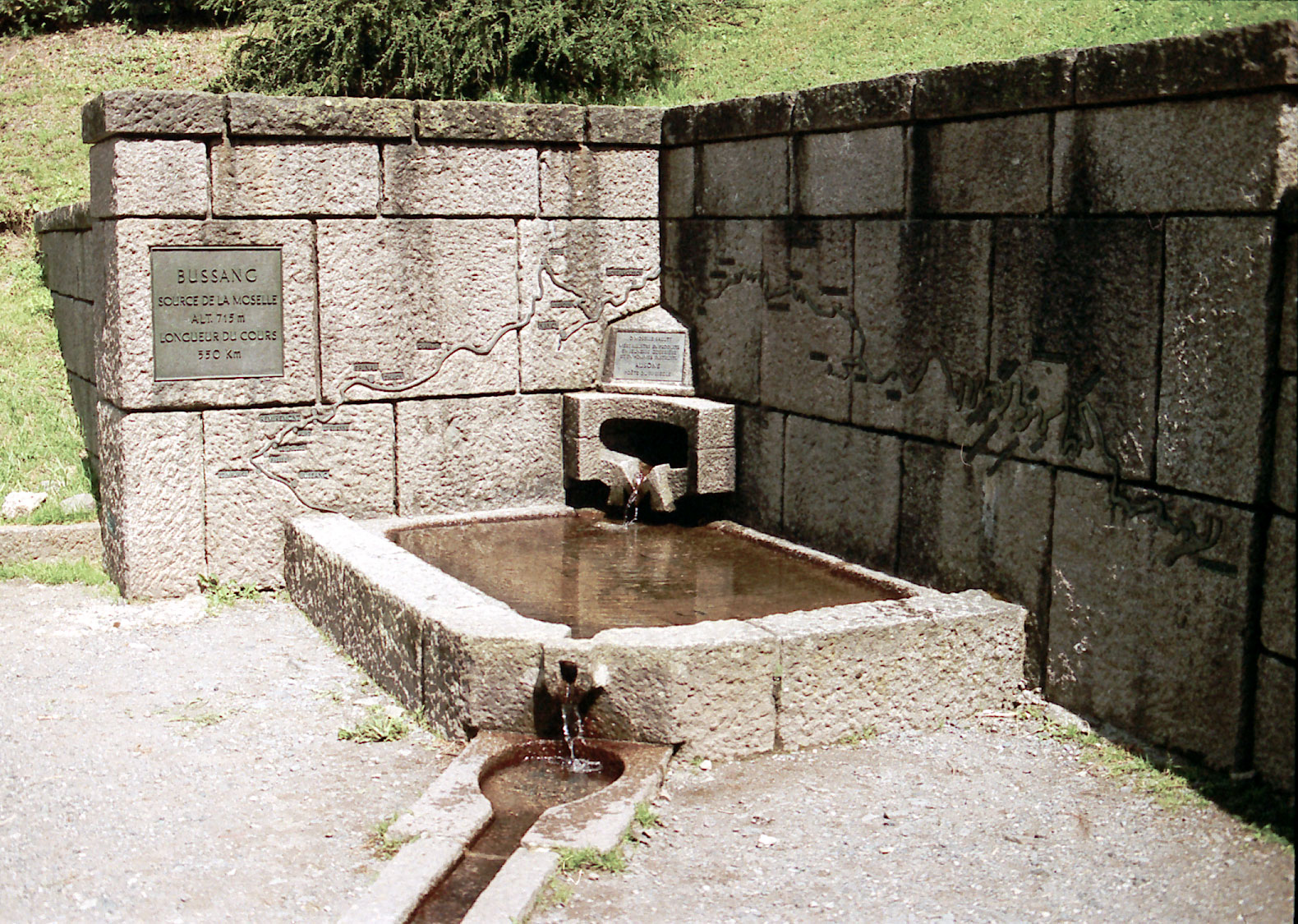
La sorgente della Mosella presso il col de Bussang.
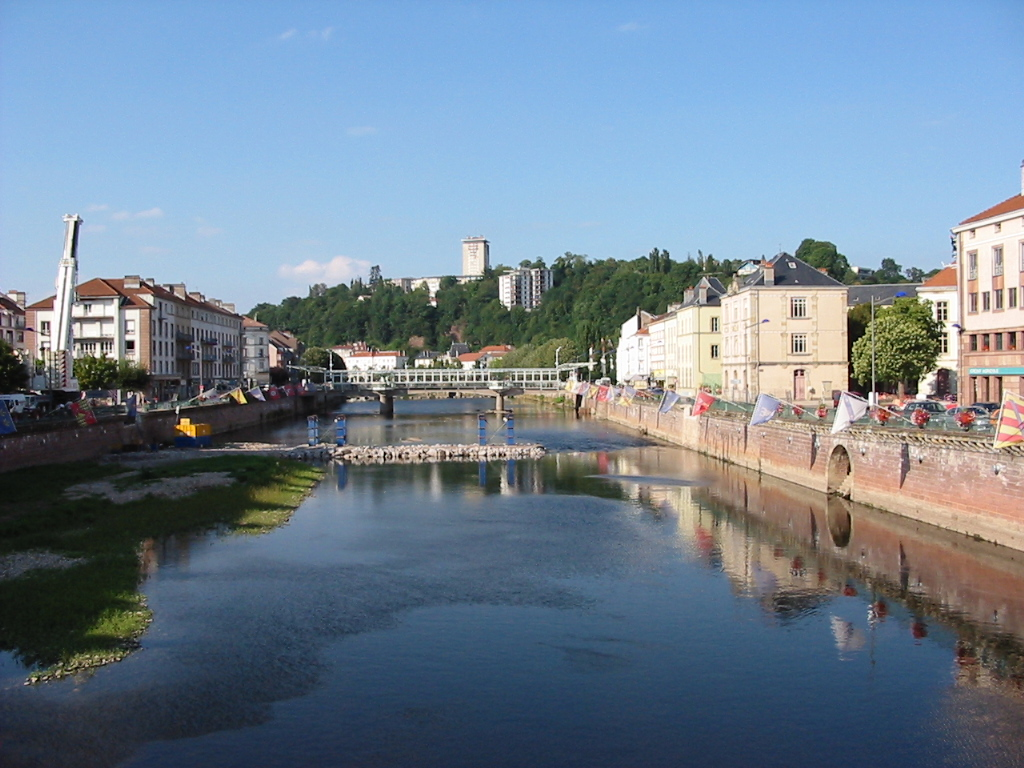
La Mosella a Épinal.
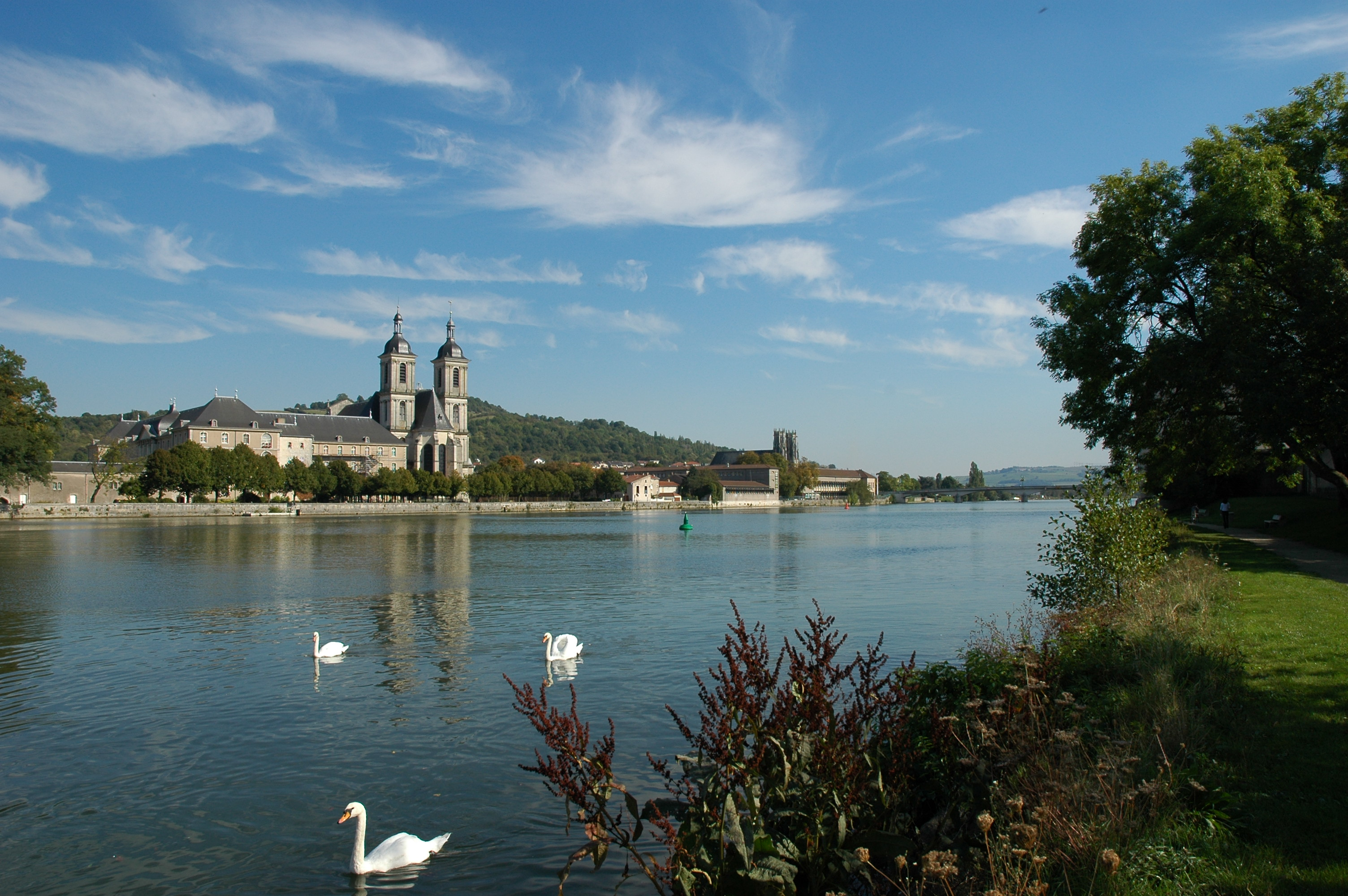
La Mosella a Pont-à-Mousson.
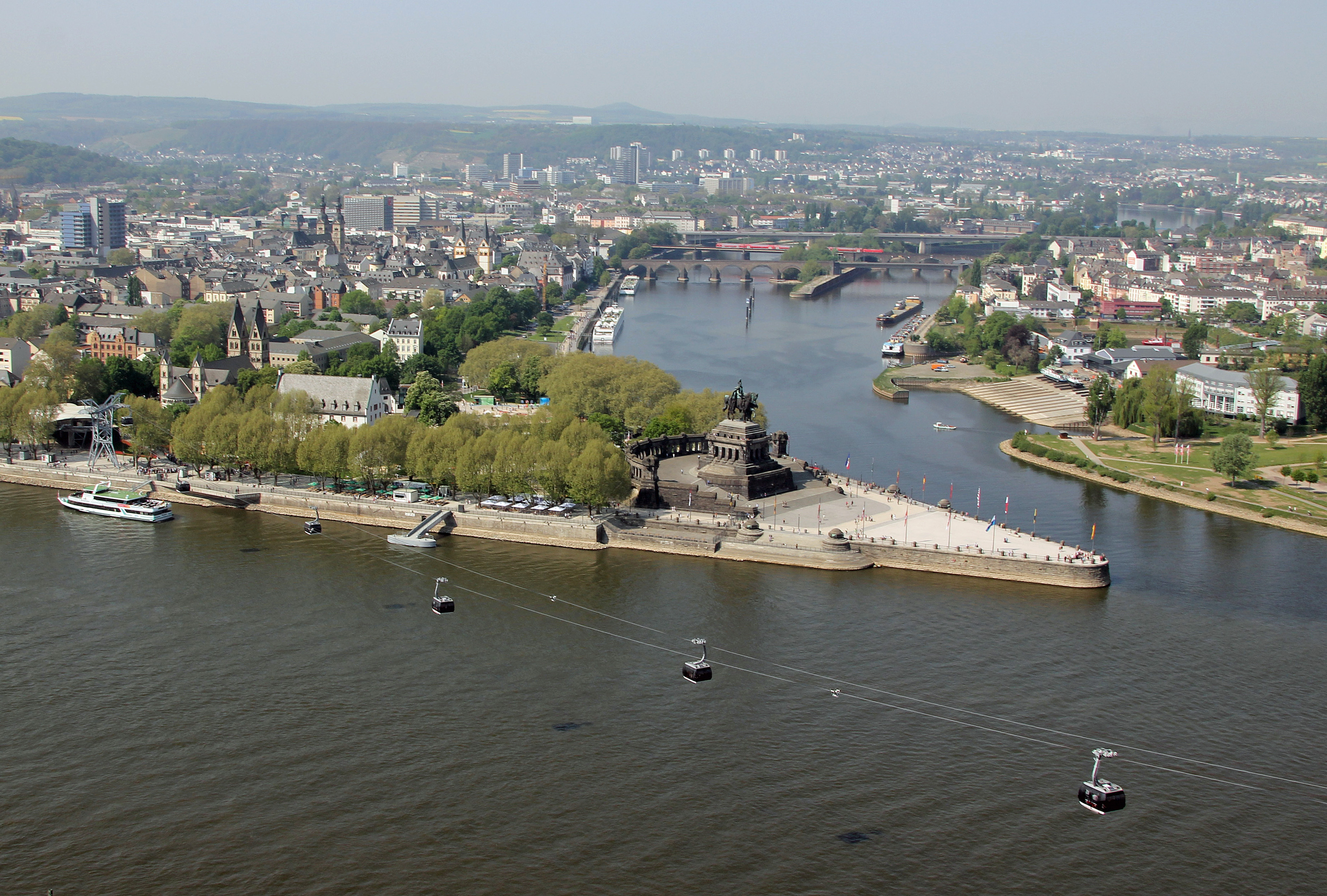
La confluenza con il Reno a Coblenza: il Deutsches Eck. Di fronte: la Mosella, in primo piano il Reno.